# Der Sandrechner

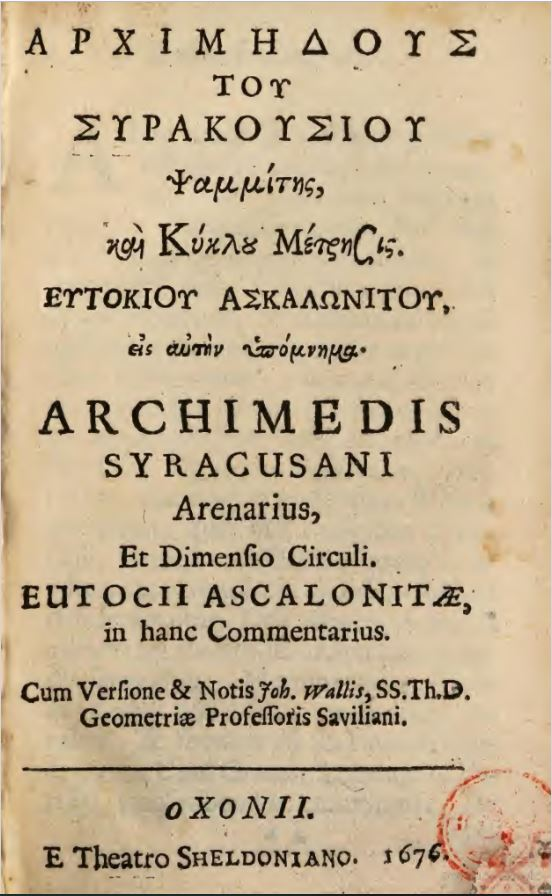
Lateinische Übersetzung des Sandrechners (Arenarius), 1676

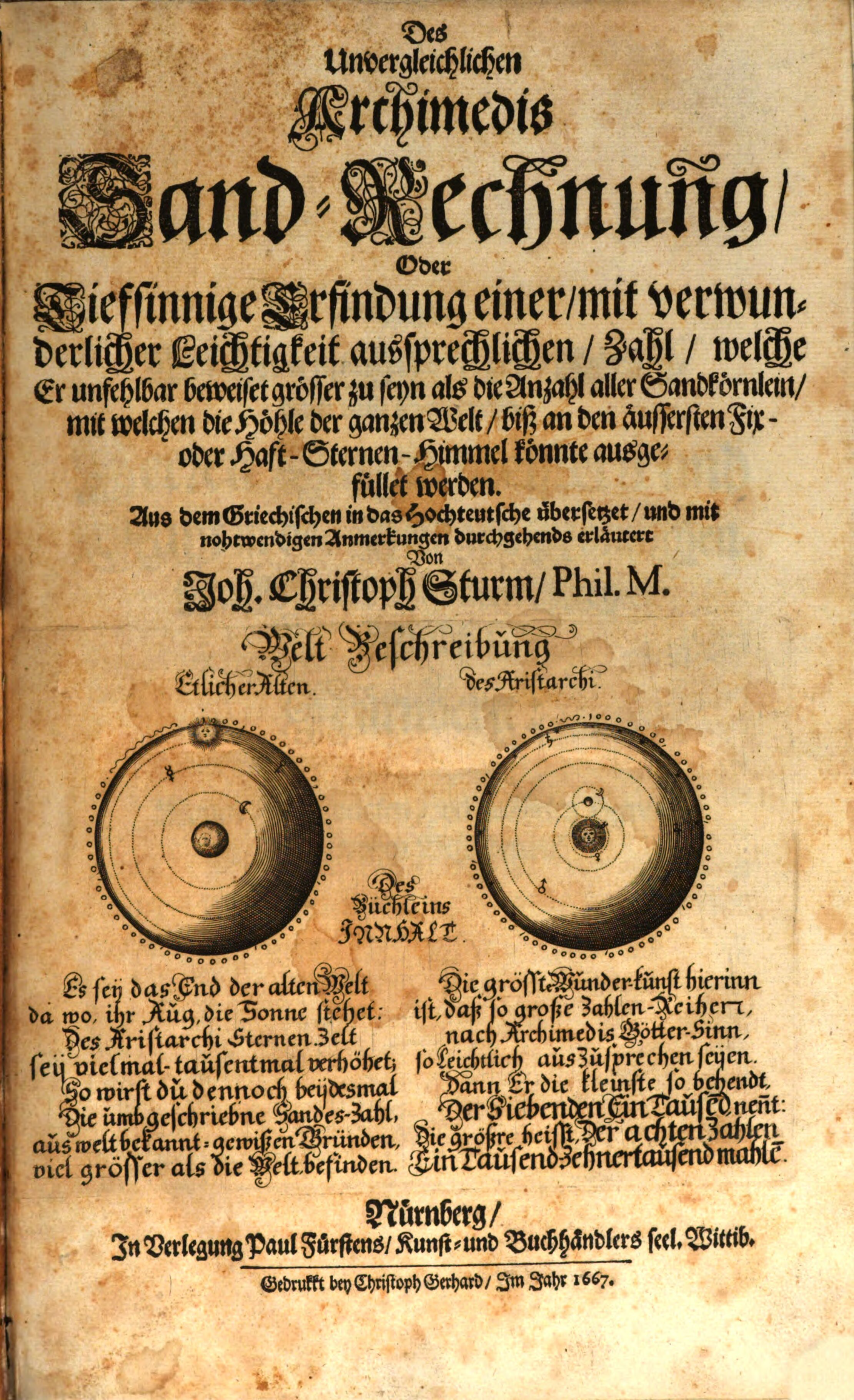
Erste deutsche Ausgabe von Archimedes Sandrechnung, 1667

Der Sandrechner (griech. Ψαμμίτης, Psammites), auch Sand-Rechnung oder Sandrechnung genannt, ist ein Werk von Archimedes, einem altgriechischen Mathematiker des 3. Jahrhunderts v. Chr., in dem er eine Obergrenze für die Anzahl der Sandkörner bestimmte, die in das Universum passen. Dazu schätzte Archimedes die Größe des Universums nach dem heliozentrischen Weltbild und entwickelte eine Methode, extrem große Zahlen darzustellen.
Das Werk, in der lateinischen Übersetzung als Arenarius (lat. „zum Sand gehörig“) bekannt, ist etwa acht Seiten lang und an den syrakusischen König Gelon II., Sohn des Hieron II, gerichtet. Es gilt als das am besten zugängliche Werk von Archimedes.

## Darstellung von großen Zahlen
Archimedes entwarf ein Zahlenschema basierend auf einer Exponentialdarstellung mit der Zahlenbasis 108 zur Darstellung sehr großer Zahlen. Das damalige (griechische) Zahlensystem konnte Zahlen bis zu einer Myriade (μυριάς – 10.000) ausdrücken und wurde bis zu einer Myriade Myriaden (108) verwendet.
Archimedes bezeichnete die Zahlen bis 108 ([0, 99.999.999]) als „erste Ordnung“ und 108 (100.000.000) selbst als „Einheit der zweiten Ordnung“. Vielfache dieser Einheit ergaben dann die zweite Ordnung bis hin zum myriaden-myriaden-fachen dieser Einheit, also bis 108·108−1=1016−1. Ab 1016 begann die „Einheit der dritten Ordnung“. Archimedes fuhr auf diese Weise fort, myriaden-myriaden-fache Einheiten als n-te Ordnung 108 zu bezeichnen, d. h. bis zu (108)^(108)−1.
Danach fasste Archimedes die von ihm so definierten Ordnungen als „erste Periode“ zusammen. Die Zahl (108)^(108) nannte er die „Einheit der zweiten Periode“. Dann konstruierte er die zweite Periode, indem er Vielfache dieser Einheit nahm, und zwar auf die gleiche Weise, wie er die Ordnungen der ersten Periode konstruierte. Auf diese Weise gelangte er schließlich zu den Ordnungen der Myriaden-Myriaden-Perioden. Die größte von Archimedes genannte Zahl war die letzte Zahl dieser Periode, nämlich
{\displaystyle \left(\left(10^{8}\right)^{(10^{8})}\right)^{(10^{8})}=10^{8\cdot 10^{16}}}.
Eine andere Art, diese Zahl zu beschreiben, ist eine Eins gefolgt von achtzig Billiarden (80·1015) Nullen.
Archimedes’ System erinnert an ein Stellenwertsystem mit der Basis 108. Zu seiner Zeit verwendeten die Griechen ein sehr einfaches Zahlensystem, das 27 verschiedene Buchstaben des Alphabets für die Einheiten 1 bis 9, die Zehner 10 bis 90 und die Hunderter 100 bis 900 verwendete, sowie M für die Myriade. Jedoch verwandte bereits Aristarchos von Samos, ein Zeitgenosse von Archimedes, Zahlendarstellungen für Vielfache von Myriaden, und schrieb z. B. 71.755.875 als 7175 Myriaden 5875:  ͵ΖΡΟΕ Μ ͵ΕΩΟΕ .

Darüber hinausgehend beschrieb Archimedes in Der Sandrechner das Prinzip des heute üblichen dezimalen Stellenwertsystems für die ziffernbasierte Zahlendarstellung, ohne jedoch auf die Problematik der Darstellung der Null einzugehen::46–49
Wenn nach diesen Benennungen Zahlen mit der Einheit in einer steten Progression stehen, und die dem Einer zunächst folgende ein Zehner ist, so machen die ersten acht Zahlstellen [Ziffern] mit der Einheit die von uns genannten Zahlen der ersten Ordnung aus. Die zunächst darauf folgenden acht Zahlstellen gehören zu den Zahlen der zweiten Ordnung, und auf diese Art erhalten die folgenden Zahlen gleiche Namen, nach der Entfernung von Octaden oder acht zu acht Zahlen, von den ersten acht Zahl[stell]en an gerechnet. Darnach ist die achte Zahl[stelle] in der ersten Zahlordnung gleich tausend Myriaden; die erste aber in der zweiten Octade, nämlich diejenige, welche das Zehnfache der zunächst vorhergehenden ist, würde eine Myriade von Myriaden, und zugleich ein Einer in den Zahl[stell]en der zweiten Ordnung seyn. [...] So können, wie vorhin bemerkt, viele Octaden auf einander folgen. 
Zusätzlich weist Archimedes auf die Eigenschaften der Multiplikation solcher stellenwertbasierten Zahlen hin.

### Gesetz der Exponentialdarstellung
Archimedes entdeckte und bewies das Potenzierungsgesetz {\displaystyle 10^{a}\cdot 10^{b}=10^{a+b}}, das für den Umgang mit Potenzen von 10 notwendig ist.

## Abschätzung der Größe des Universums

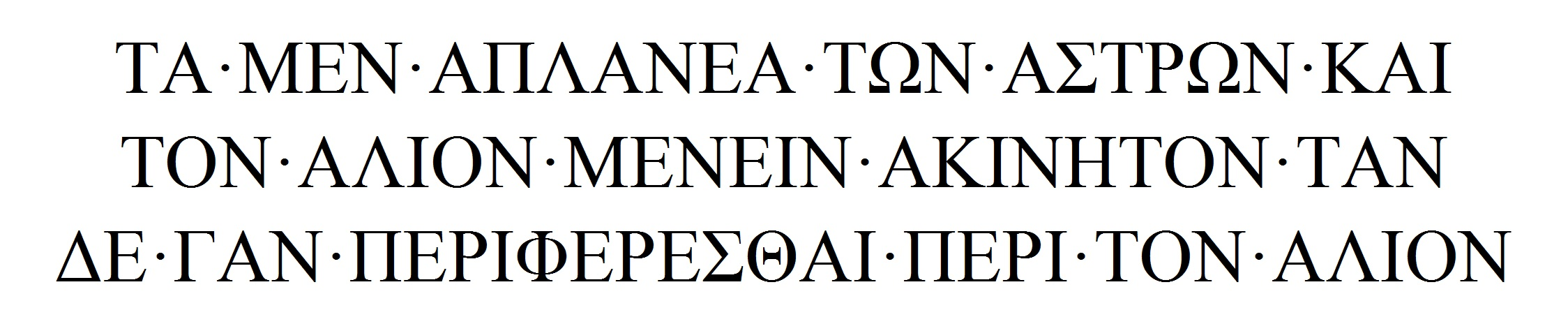
Archimedes-Zitat: „Die Fixsterne und die Sonne bleiben unbewegt, während die Erde um die Sonne kreist.“

Archimedes schätzte dann eine Obergrenze für die Anzahl der Sandkörner, die erforderlich sind, um das Universum zu füllen. Dazu verwendete er das heliozentrische Weltbild von Aristarchos von Samos in Über die Größen und Abstände von Sonne und Mond. Diese Arbeit von Archimedes ist eine der wenigen erhaltenen Hinweise auf seine Theorie, in dem die Sonne unbewegt ist und die Erde die Sonne umkreist. In Archimedes’ eigenen Worten:
[Aristarchos] behauptet nämlich, die Fixsterne und selbst die Sonne sind unbeweglich. Um letztere bewege sich die Erde in einem Kreise, in dessen Mittelpunkt die Sonne stehe. Diese sey zugleich der Mittelpunkt der großen Fixsternkugel, welche sich zur Größe der Erdbahn ebenso verhalte, wie die Oberfläche der Kugel zu ihrem Mittelpunkte.:23–25
Der Grund für die Größe dieses Modells liegt darin, dass die Griechen nicht in der Lage waren, die Sternparallaxe zu beobachten, was bedeutet, dass jede Parallaxe extrem klein ist und die Sterne daher in großer Entfernung von der Erde platziert sein müssen (unter der Annahme, dass der Heliozentrismus wahr ist).
Laut Archimedes gab Aristarchus nicht an, wie weit die Sterne von der Erde entfernt waren. Archimedes traf daher die folgenden Annahmen:
- Das Universum ist kugelförmig.
- Das Verhältnis zwischen dem Durchmesser des Universums und dem Durchmesser der Erdumlaufbahn um die Sonne entspricht dem Verhältnis zwischen dem Durchmesser der Erdumlaufbahn um die Sonne und dem Durchmesser der Erde.

Diese Annahme lässt sich auch so ausdrücken, dass die durch die Bewegung der Erde um ihre jährliche Umlaufbahn verursachte Sternparallaxe gleich der durch die Bewegung um die Erde verursachten Sonnenparallaxe ist. In ein Verhältnis gesetzt:
{\displaystyle {\frac {\text{Durchmesser des Universums}}{\text{Durchmesser der Erdumlaufbahn um die Sonne}}}={\frac {\text{Durchmesser der Erdumlaufbahn um die Sonne}}{\text{Durchmesser der Erde}}}}
Um eine obere Schranke zu erhalten, machte Archimedes folgende Annahmen über ihre Abmessungen:
- dass der Umfang der Erde nicht mehr als 300 Myriaden griechische „Stadien“ beträgt,[A 1]
- dass der Mond nicht größer als die Erde und die Sonne nicht mehr als 30-mal größer als der Mond war,
- dass der Winkeldurchmesser der Sonne, von der Erde aus betrachtet, größer als 1/200 eines rechten Winkels (π/400 Radiant = 0,45°) ist.[A 2]

Archimedes schätzte damit den Durchmesser des Universums auf weniger als 1014 griechischen „stadia“ bzw. ca. zwei Lichtjahre (1.89e13 km), in das nicht mehr als 1063 Sandkörner hineinpassen würden.

### Berechnung der Anzahl der Sandkörner im Universum von Aristarchos
Archimedes schätzte, dass 40 Mohnkörner nebeneinander gelegt ungefähr einem griechischen Daktylus (Fingerbreite) von ungefähr 19 mm Länge entsprechen. Da sich das Volumen als Kubus einer linearen Dimension ergibt („Denn es ist bewiesen, dass Kugeln das dreifache Verhältnis ihrer Durchmesser zueinander haben“), würde eine Kugel mit einem Daktylus-Durchmesser (nach unserem heutigen Zahlensystem) 403 bzw. 64.000 Mohnsamen enthalten.
Er behauptete dann (ohne Beweis), dass jeder Mohnsamen eine Myriade (10.000) Sandkörner enthalten könne. Durch Multiplikation der beiden Zahlen berechnete 640.000.000 als die Anzahl der Sandkörner in einer Kugel mit einem Daktylus-Durchmesser.
Um weitere Berechnungen zu erleichtern, rundete er 640 Millionen auf eine Milliarde auf, wobei er lediglich feststellte, dass die erste Zahl kleiner ist als die zweite und dass daher die anschließend berechnete Anzahl der Sandkörner ihre tatsächliche Anzahl übersteigen wird. Erinnern wir uns daran, dass Archimedes’ Ziel mit diesem Werk darin bestand, zu zeigen, wie man mit Zahlen rechnet, die zuvor als unmöglich groß galten, und nicht einfach nur die Anzahl der Sandkörner genau zu berechnen, die in das Universum passen würden.
Ein griechisches Stadion hatte eine Länge von 600 griechischen Fuß, und jeder Fuß war 16 Daktyli lang, also gab es 9.600 Daktyli in einem Stadion. Archimedes rundete diese Zahl auf 10.000 (eine Myriade) auf, um die Berechnungen zu vereinfachen, wobei er wiederum darauf hinwies, dass die sich ergebende Zahl die tatsächliche Anzahl der Sandkörner übersteigt.
Die Kubikzahl von 10.000 ist eine Billion (1012). Die Multiplikation von einer Milliarde (die Anzahl der Sandkörner in einer Daktylus-Kugel) mit einer Billion (Anzahl der Daktylus-Kugeln in einer Stadion-Kugel) ergibt 1021, die Anzahl der Sandkörner in einer Stadion-Kugel.
Archimedes schätzte den Durchmesser des Aristarchischen Universums auf 1014 Stadien, so dass entsprechend (1014)3 Stadion-Kugeln bzw. 1042 in das Weltall passten. Die Multiplikation von 1021 mit 1042 ergibt 1063, die Anzahl der Sandkörner im Aristarchischen Universum. Archimedes beschrieb diese Zahl als "eintausend Myriaden der achten Ordnung", also 103 · 104 · (108)7.:60
Geht man von Archimedes’ Schätzung aus, dass in einem Mohnsamen eine Myriade (10.000) Sandkörner enthalten sind, in einer Daktyluskugel 64.000 Mohnsamen, die Länge eines Stadions 10.000 Daktylen und die Breite eines Daktylus 19 mm beträgt, so ergibt der Durchmesser des typischen Sandkorns von Archimedes 18,3 μm, was nach heutiger Definition als Mittelschluff bezeichnet wird. Sand im engeren Sinn hat nach heutiger Definition einen Durchmesser von mindestens 50 μm.

### Weitere Berechnungen
Archimedes führte auf seinem Weg zur Sandzahl weitere interessante Experimente und Berechnungen durch. Ein Experiment bestand darin, die Winkelgröße der Sonne von der Erde aus gesehen zu schätzen. Archimedes’ Methode ist besonders interessant, da sie die begrenzte Größe der Pupille des Auges mit einbezieht und ist daher möglicherweise das erste bekannte Beispiel für Experimente in der Psychophysik, dem Zweig der Psychologie, der sich mit der Mechanik der menschlichen Wahrnehmung befasst und dessen Entwicklung allgemein Hermann von Helmholtz zugeschrieben wird.
Eine weitere interessante Berechnung berücksichtigt die Sonnenparallaxe und die unterschiedlichen Entfernungen zwischen dem Betrachter und der Sonne, je nachdem, ob man sie vom Erdmittelpunkt oder von der Erdoberfläche aus bei Sonnenaufgang betrachtet. Dies ist möglicherweise die erste bekannte Berechnung, die sich mit der Sonnenparallaxe befasst.

## Brief an Gelon II.
Der Sandrechner ist als Brief an König Gelon II. von Syrakus verfasst mit folgender Einleitung::21–22

„Viele halten, mein König!, die Zahl der Sandkörner für unendlich groß; das heißt nicht allein von dem Sande, welcher bei Syrakus oder auf der ganzen Insel Sicilien, sondern in allen Erdstrichen, bewohnt oder unbewohnt, befindlich ist. Andere nehmen zwar diese Zahl nicht für unendlich groß an, sie glauben aber doch, es wäre niemals eine Zahl ausgesprochen worden, die größer als die Zahl der Sandkörner wäre. Wenn sich diese Menschen eine Sandmasse dächten, so groß als die ganze Erde, und dabei alle Meere und Thäler bis auf die höchsten Bergspitzen mit Sand ausgefüllt; so würden sie um so mehr glauben, es sey keine Zahl vorhanden, welche größer als die darin enthaltene Zahl von Sandkörnern wäre. Indessen will ich versuchen, durch geometrische Beweise, denen Du selbst Deinen Beifall nicht versagen wirst, darzuthun, daß sich in meiner dem Zeuxippos übersandten Abhandlung größere Zahlen befinden, als die Zahl der Sandkörner in einer Kugel, von der vorhin angegebenen Ausdehnung der Erde, ja von der ganzen Welt selbst.“

Die Abhandlung an Zeuxippos ist nicht überliefert.